# Wehratalsperre
Die Wehratalsperre ist eine Talsperre der Wehra bei Wehr im Landkreis Waldshut in Baden-Württemberg. Als Unterbecken der Hornbergstufe (Kraftwerk Wehr) ist sie ein Teil des Schluchseewerks. Das Oberbecken des Pumpspeicherkraftwerks ist das Hornbergbecken; die Kaverne mit dem Kraftwerk liegt im Berg etwa auf halber Strecke zwischen Ober- und Unterbecken.

## Beschreibung

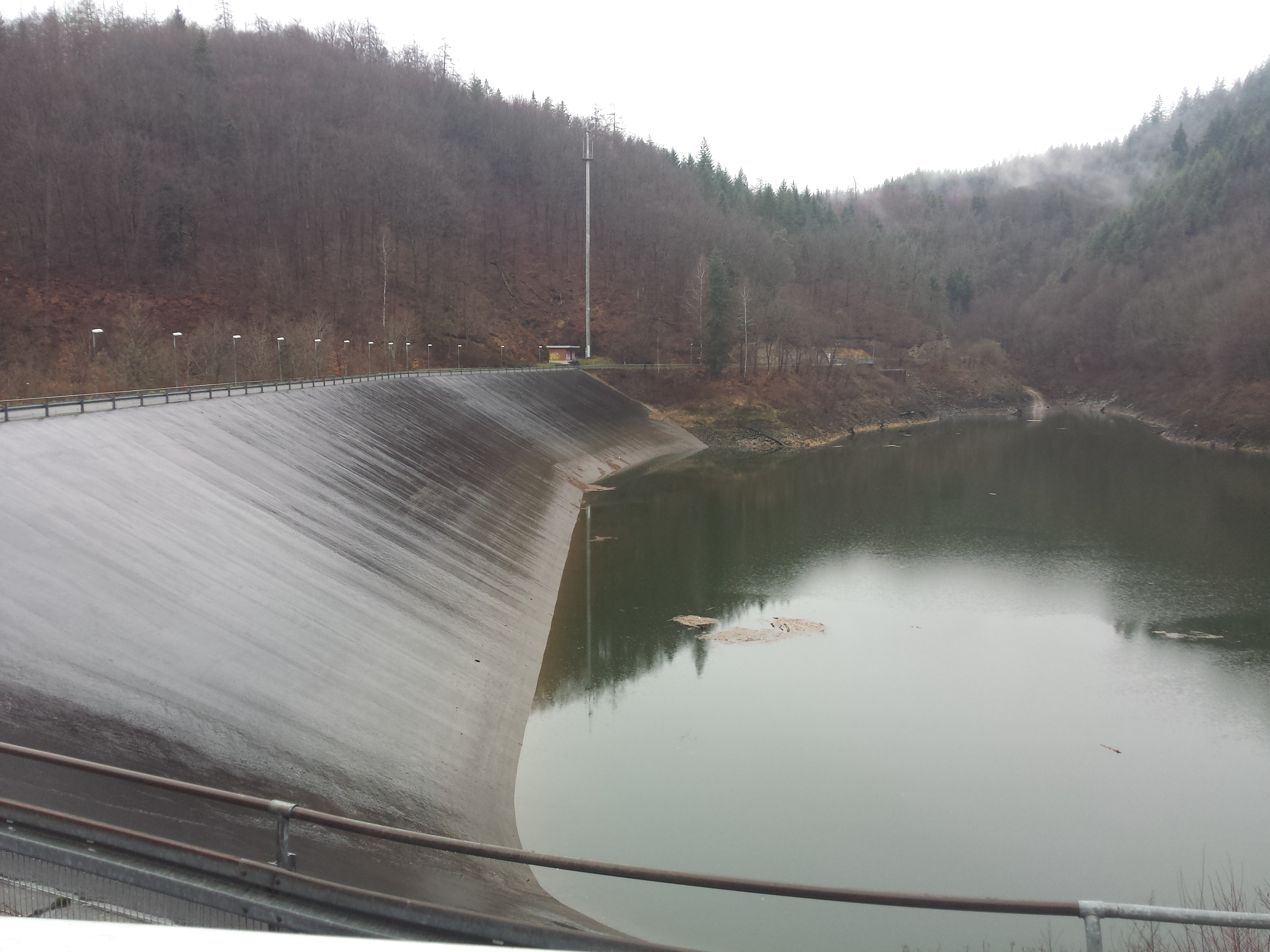
Wehratalsperre

Der Abfluss der Wehra aus dem Stausee erfolgt über ein Einlaufbauwerk durch einen Stollen im Hang östlich neben dem Absperrbauwerk. Zunächst wurde die Wasserkraft dabei nicht zur Stromerzeugung genutzt. In den Jahren 1998 bis 2000 wurde ein zusätzliches Kleinwasserkraftwerk mit einer Ossberger-Turbine eingebaut. Dieses hat eine maximale Leistung von 1,135 MW. Die Fallhöhe variiert je nach Wasserstand im Stausee zwischen 16 und 36 Metern. Die mittlere Fallhöhe beträgt 29 Meter.
Das Absperrbauwerk der Wehratalsperre ist ein Staudamm aus Steinschüttmaterial mit einer Asphaltbeton-Außendichtung. Er wurde von 1971 bis 1974 gebaut und 1975 in Betrieb genommen. Zur Hochwasserentlastung dient ein zweiter Stollen westlich des Staudamms.
An der Stauwurzel befindet sich eine Vorsperre.
Im März 2021 wurde der See abgelassen, um die unter Wasser liegenden Bauwerke zu sanieren und den Damm neu abzudichten. Bis November arbeiteten gut 350 Arbeiter an 60 verschiedenen Stellen, dabei musste auch das ganze Sediment entfernt werden. Das Schluchseewerk investierte 10 Millionen Euro.

## Wehratalsperre als Brutplatz der Felsenschwalbe
Seit 2016 brütet die Felsenschwalbe am Einlaufbauwerk der Wehra in die Wehratalsperre.